# Tutto o niente (film 2002)
Tutto o niente (All or Nothing) è un film del 2002 diretto da Mike Leigh, presentato in concorso al 55º Festival di Cannes.